# Teodoro Lonfernini (Politiker, 1976)
Teodoro Lonfernini (* 12. Mai 1976 in San Marino) ist ein Politiker aus San Marino. Er wurde für die Amtszeit vom 1. Oktober 2012 bis 1. April 2013 gemeinsam mit Denise Bronzetti zum Capitano Reggente (Staatsoberhaupt) von San Marino gewählt. Seit April 2013 ist er Tourismusminister.
1995 machte er einen Abschluss in Geometrie. Er studierte Jura und arbeitete in der elterlichen Notariatskanzlei. 2002 trat er in den Ortsverein Borgo Maggiore der christdemokratischen PDCS ein und wurde im gleichen Jahr Mitglied des Zentralrats der Partei. 2008 wurde er in den Vorstand der PDCS gewählt und im November 2010 zum Präsidenten der Partei. von 2007 bis 2010 leitete Lonfernini die Parteizeitung Il San Marino.
Seit der Wahl 2008 ist er Abgeordneter des san-marinesischen Parlaments, des Consiglio Grande e Generale. Er war Mitglied im Außen-, Innen- und Haushaltsausschuss sowie Mitglied der interparlamentarischen Kommission. Am 17. September 2012  wurde er gemeinsam mit Denise Bronzetti vom Consiglio Grande e Generale für die Periode vom 1. Oktober 2012 bis 1. April 2013 zum Capitano Reggente, dem Staatsoberhaupt San Marinos gewählt.
Bei den Wahlen vom 11. November 2012 wurde Lonfernini erneut in den Consiglio Grande e Generale gewählt. Am 8. April 2013 wurde er Minister für Tourismus (Segreterio di Stato per il Turismo e i Rapporti con l'A.A.S.S) im Kabinett Bene Comune; für ihn rückte Mariella Mularoni in den Consiglio Grande e Generale nach. Bei den Parlamentswahl 2016 wurde er erneut auf der Liste des PDCS ins Parlament gewählt. Er ist Mitglied des Innenausschusses und gehört der san-marinesischen Delegation bei der Interparlamentarischen Union an.
Teodoro Lonfernini lebt in Serravalle, ist verheiratet und Vater von drei Kindern.

## Ehrungen
Teodoro Lonfernini wurde 2014 mit dem Großkreuz des Verdienstordens der Italienischen Republik ausgezeichnet.